# Unterneusulza
Unterneusulza is een  dorp in de Duitse gemeente Großheringen in het landkreis Weimarer Land in Thüringen. Het dorp ontstond als gevolg van de zoutwinning langs de Ilm in de 19e eeuw. In 1950 werd de tot dan zelfstandige gemeente toegevoegd aan de gemeente Großheringen. Het raadhuis van de gemeente staat in Unterneusulza.